# Havshagsbron

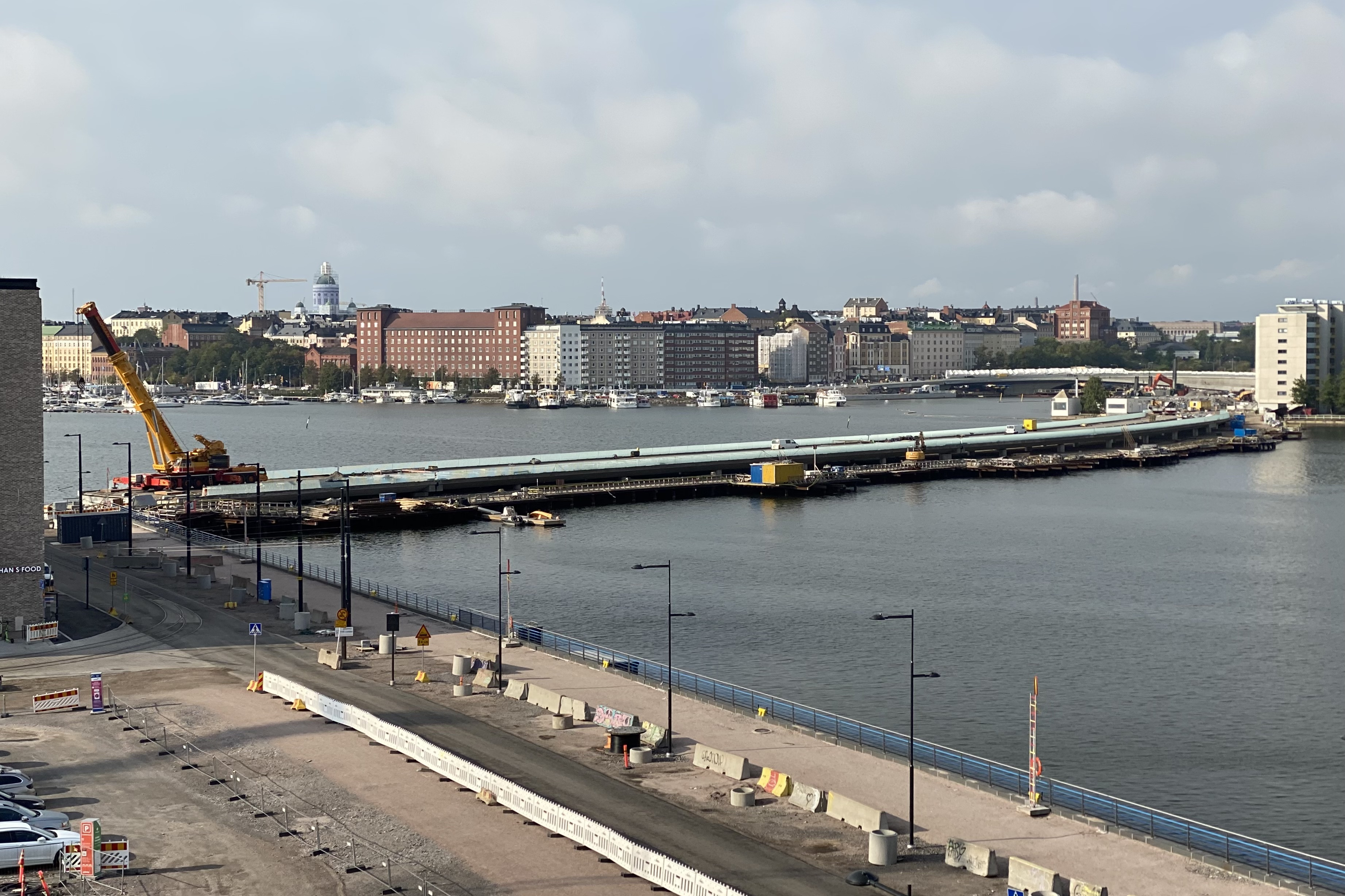
Havshagsbron, september 2024

Havshagsbron (finska: Merihaansilta) är en av de tre Kronbroarna i projektet Spårväg Kronbroarna i Helsingfors i Finland. Den är 400 meter lång och 20,5 meter bred. Den är en spårvägs-, cykel- och fotgängarbro, som ska förbinda Hagnäs och Havshagen med ön Knekten, för att sedan föra vidare till Högholmen via Finkes bro. Bron har inga vägbanor avsedda för motorfordon, men kan användas av utryckningsfordon.
Havshagsbron är en betongbalkbro. Det västra fästet ligger på Hagnässtranden och det östra fästet på Knekten, omedelbart söder om Sumparn.
Bron är också planerad för en möjlig avgrening på bron till Hanaholmen. 